# Xanthorhoe agelasta
Xanthorhoe agelasta là một loài bướm đêm trong họ Geometridae.